# Schloss Heltorf

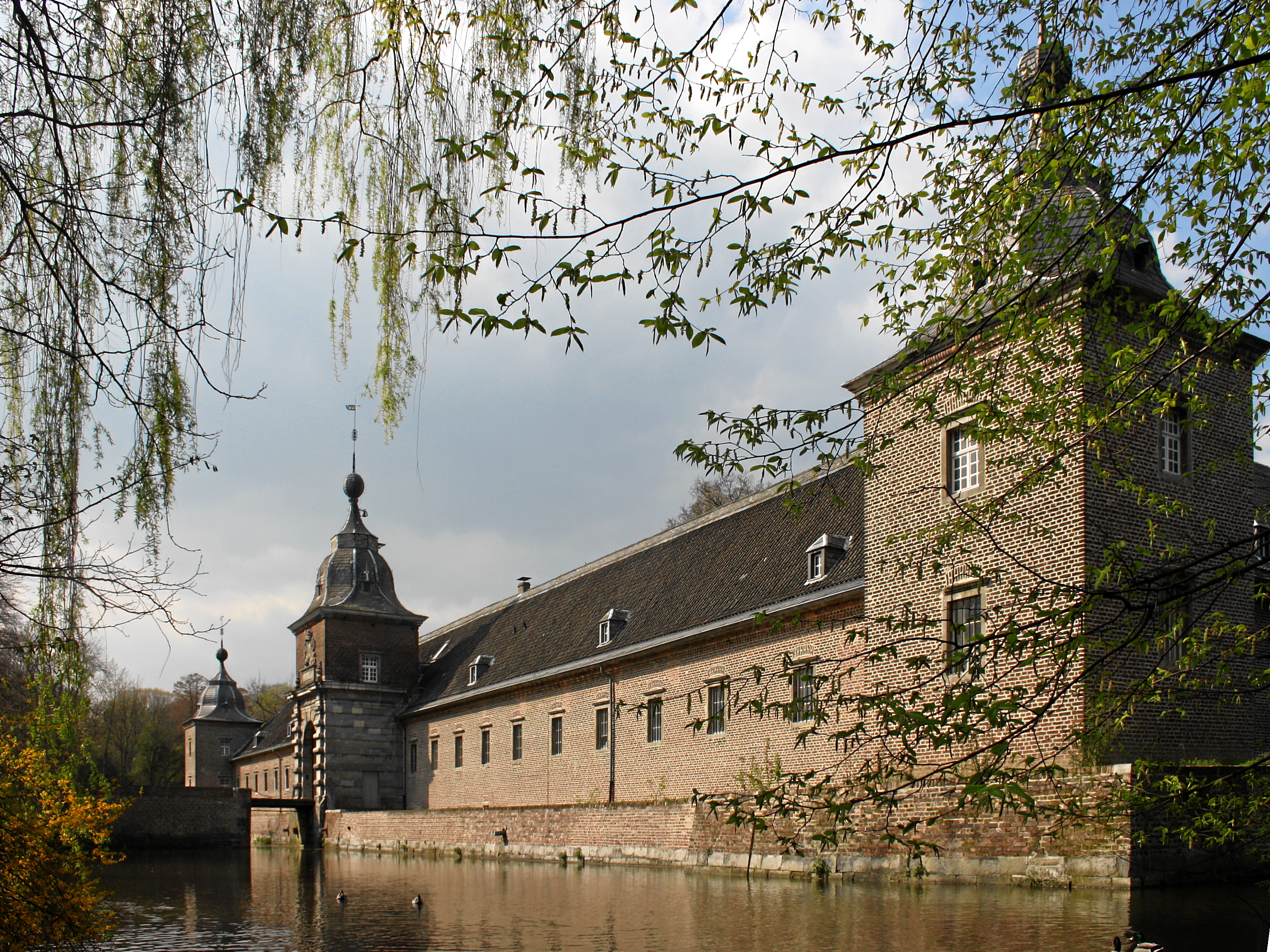
Vorburg

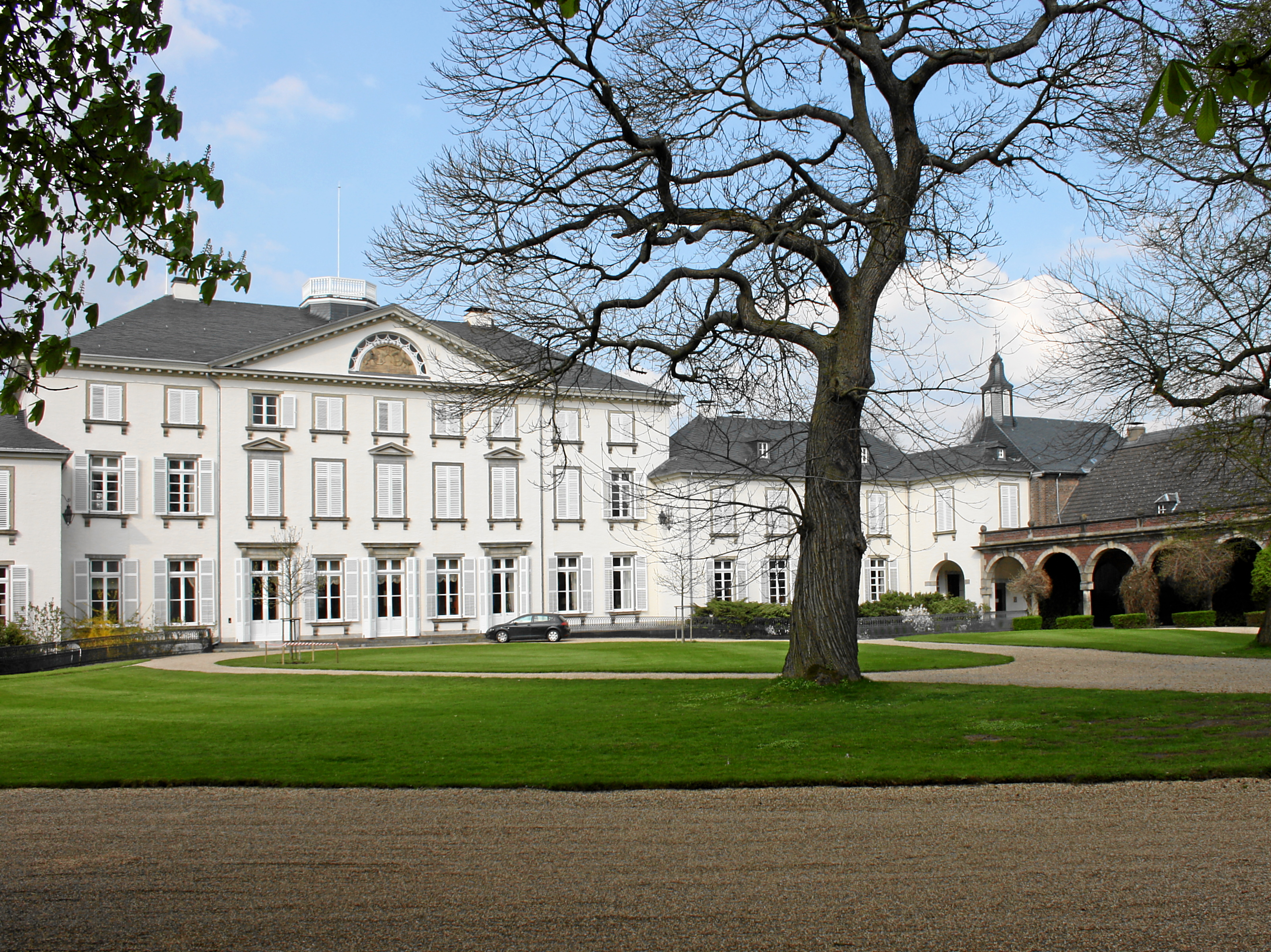
Herrenhaus

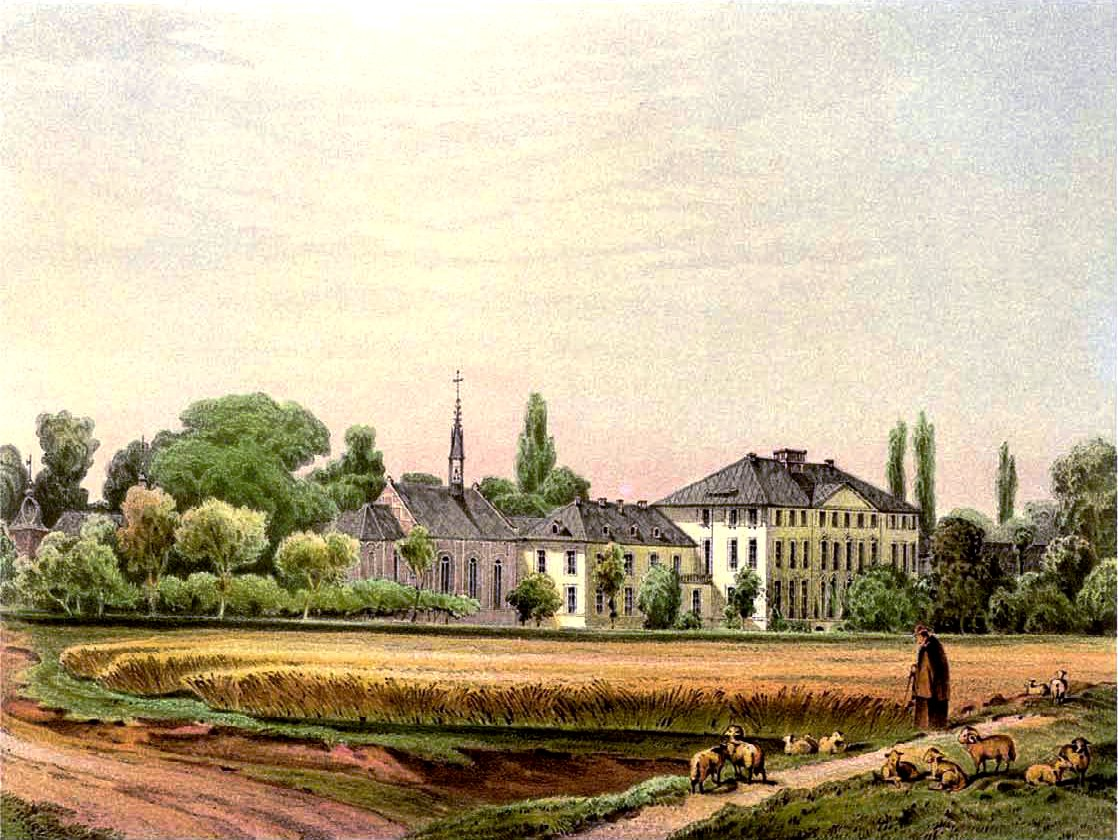
Schloss Heltorf um 1860, Sammlung Alexander Duncker

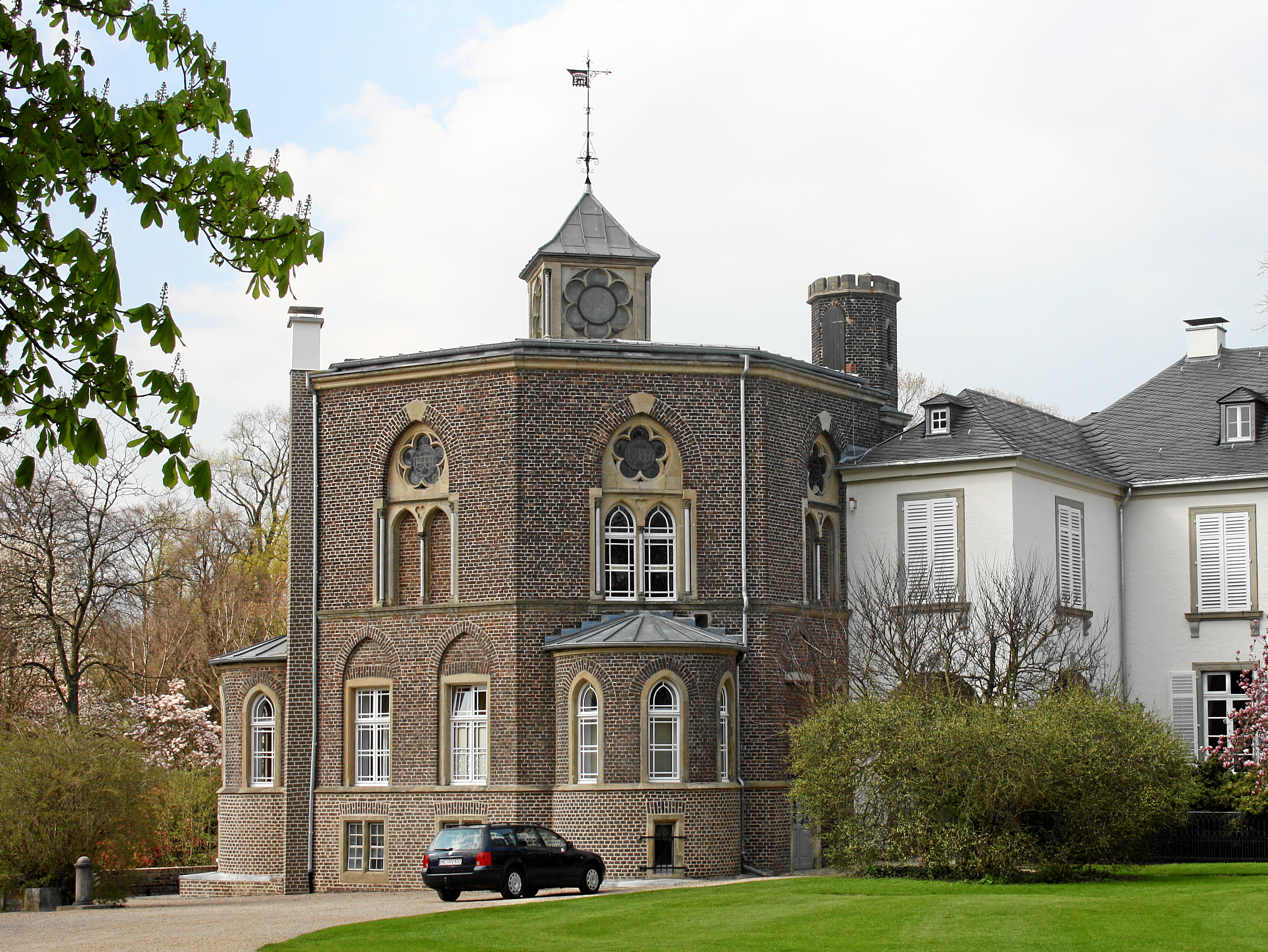
Neugotische Schlossbibliothek

Das Schloss Heltorf befindet sich im Düsseldorfer Stadtteil Angermund im Norden der Stadt am Angerbach und an der Stadtgrenze zu Duisburg. Es ist umgeben von einem englischen Landschaftsgarten.

## Geschichte
Das Schloss wurde zur Verwaltung der land- und forstwirtschaftlichen Güter in der Umgebung gebaut. Es handelt sich um ein Wasserschloss. Forstwirtschaft wird in der Umgebung seit dem 12. Jahrhundert betrieben.
Erstmals erwähnt wird Heltorf im 11. Jahrhundert als Hof Helethorpe im Rentenverzeichnis des Stifts Kaiserswerth.
Frühe Besitzer waren die Herren von Heldorp. Otto von Heldorp wird bereits 1167 als Besitzer von Schloss Heltorf genannt. Ferner erscheint er in der Urkunde von ca. 1189, in der Edelherr Arnold von Teveren seinen gesamten rechtsrheinischen Besitz zu Holthausen, Düsseldorf, Buscherhof, Eickenberg bei Millrath, Monheim, Himmelgeist, am Rheinufer nahe Holthausen und an der Anger für 100 Mark an Engelbert von Berg verpfändet. Zobodonus de Heldorp, vermutlich identisch mit dem zeitgleich erwähnten Albertus genannt Zobbe von Heltorf, erscheint als Zeuge bei der Verleihung von Stadtrechten an Düsseldorf im Jahr 1288.
1360 wurde Heltorf von Adolf von Graschaf und seiner Frau Jutta von Stein an Thomas von Lohausen genannt Troisdorf und dessen Frau Aleide von Geynhoven verkauft. In dieser Familie, die sich später von Troisdorf nannte, blieb Heltorf für 5 bis 6 Generationen, bis die Erbtochter Maria, Tochter des Sibert von Troisdorf, es 1569 in ihre Ehe mit Wilhelm von Scheid genannt Weschpfennig einbrachte.
Deren Enkelin Maria, Tochter des Herzöglichen Großhofmeisters Johann Bertram von Scheid genannt Weschpfennig und der Margaretha von Tengnagel, heiratete 1649 auf Haus Böckum in zweiter Ehe den Friedrich Christian von Spee. Dadurch kam Schloss Heltorf 1662, nach dem Tod von Marias Eltern, an die Grafen von Spee, in deren Besitz es noch heute ist.
Zu Heltorf gehörte auch das Stroetrecht (von „Stroet“ für Strauch, Gebüsch, Dickicht). Es handelte sich hierbei um das Recht, im Wald zwischen Duisburg und Düsseldorf Wildpferde zu halten, das neben dem Herzog von Berg nur wenigen Rittersitzen zustand (Heltorf, Böckum, Broich, Haus zum Haus, Groß-Winkelhausen, Oefte und Landsberg).

## Gebäude
Das Herrenhaus wurde Anfang des 19. Jahrhunderts im klassizistischen Stil nach Plänen des Essener Architekten Heinrich Theodor Freyse neu erbaut. Im Innern sind die Fresken des Barbarossa-Zyklus im großen Garten-Saal bemerkenswert: die Versöhnung Friedrichs und des Papstes zu Venedig und eine Supraporte sind ein Frühwerk von 1826 des Historienmalers Karl Stürmer, den Hauptanteil an der Ausmalung des Saales übernahm Heinrich Mücke mit Die Aufhebung der über Heinrich den Löwen verhängten Acht auf dem Reichstag zu Erfurt (vollendet 1829), Demütigung der Mailänder von 1833, Friedrichs I. Kaiserkrönung und eine in Grisaille gemalte Supraporte 1837 sowie 1838 die Einzelbilder Der hl. Bernhard, den Kreuzzug predigend und Bischof Otto von Freising, Carl Friedrich Lessing malte 1831 die Schlacht bei Iconium und Hermann Freihold Plüddemann 1840 den Sturm auf Iconium durch Friedrich von Schwaben sowie 1841 Friedrichs Tod. Die Wandgemälde markieren einen Höhepunkt der Historienmalerei der Düsseldorfer Schule. Daneben besitzt das Schloss eine umfangreiche Sammlung alter Bücher, die Gräflich von Spee’sche Bibliothek Schloß Heltorf im eigens 1862 von Graf Wilhelm durch den Kölner Architekten Vincenz Statz erbauten turmartigen neugotischen Anbau.
Das Schloss ist nicht öffentlich zugänglich.
In der Schlosskapelle neben dem Herrenhaus finden jeden Sonntag um 11:30 Uhr Messfeiern statt.

## Schlosspark
Der Schlosspark ist als englischer Waldpark angelegt, im Zentrum liegt der Schlossweiher. Die Idee der Anlage des Gartens im englischen Stil stammt von dem französischen Abbé Biarelle aus dem Jahr 1796. Ausgeführt wurde sie von Maximilian Weyhe 1803. Besonderheiten sind seinerzeit exotische Gehölze, etwa die sehenswerte zweitälteste Rhododendronanpflanzung Deutschlands. Der Park nimmt eine Fläche von 54 Hektar ein. Er ist von April bis Oktober an Wochenenden und Feiertagen für die Öffentlichkeit zugänglich.
Jedes Jahr an Christi Himmelfahrt um 16:00 Uhr wird im Schlosspark eine Marienfeier unter freiem Himmel mit Gästen aus den umliegenden Orten veranstaltet.

## Land- und Forstwirtschaft
Der forstwirtschaftliche Betrieb wird auf Schloss Heltorf weiterhin fortgeführt. Die Bewirtschaftung orientiert sich dabei am Prinzip der nachhaltigen Bewirtschaftung. Zum Schloss gehört umfangreicher Grundbesitz in Düsseldorf und dem südlichen Ruhrgebiet.